# Where the robots grow
Where the robots grow és una pel·lícula d'animació del 2024 coneguda per ser la primera producció cinematogràfica generada íntegrament amb intel·ligència artificial (IA), des del guió fins a la producció visual. Ha estat generada per un ordinador de AiMation, doannt crèdit a Tom Paton per la seva creació en col·laboració amb Mosley Studios i Empire Studios. Té una durada total de 87 minuts i va costar 8.000 lliures per minut amb un equip de nou persones.

## Argument
La trama es desenvolupa en un futur distòpic on els darrers supervivents de la Terra han decidit enviar robots per cultivar un nou món anomenat Oracle. La història gira al voltant de Cru, el model número 5, dissenyat principalment per gestionar el cultiu i la recol·lecció de recursos. A través de les experiències de Cru i el seu “soci de programació i operacions” a qui ell es refereix com a “papa”, ens mostren les possibilitats que ofereix el nou planeta i el treball conjunt que han de dur a terme. No obstant això, la seva missió canvia dràsticament quan descobreix un nadó humà que es trobava en una càpsula enmig de l'espai desolat. Desafiant les seves instruccions originals, arribarà inclús a qüestionar el seu propòsit o existència i optarà per protegir el nadó dels perills que existeixen.

## Repartiment
Encara que la pel·lícula no compta amb actors humans físics, les veus i interpretacions dels personatges van ser creades amb la col·laboració d’actors de veu. Alguns dels noms destacats inclouen: 
- Taylor Clark-Hill: veu del sistema robòtic supervisor
- Nicole Bartlett: veu de Cru
- Lee Preston: veu del robot Two

## Producció basada en la IA
Where the Robots Grow és considerat un punt de partida revolucionari en la integració de la intel·ligència artificial en el cinema. Tot el procés creatiu, incloent el guió, la direcció artística i l'animació, es va dur a terme amb l'ajut de tecnologies de generació automàtica.
Que fos produït amb IA va permetre que tot el contingut fos desenvolupat amb costos relativament baixos i sense equips humans tradicionals. De fet, el director espera que gràcies a la IA, tasques que normalment requeririen un equip de cent persones puguin ser enllestides amb solament una desena part.
Aquesta innovadora metodologia de producció cinematogràfica es revela com una visió del futur de l'animació, mostrant el potencial que poden assolir les noves eines basades en intel·ligència artificial. Amb aquest estil de projectes el director busca molt més que explicar una història, ja que té l'objectiu d'evidenciar el potencial de la IA com a eina creativa per als cineastes i una manera d'optimitzar la feina i estalviar-se llargues jornades laborals.

## Crítiques
Tot i que el film representa un avenç tecnològic, alguns crítics han assenyalat que les mancances en la trama i els diàlegs reflecteixen els desafiaments d'utilitzar IA sense supervisió humana: «“Where the Robots Grow” proves a completely AI-generated film can still be hampered by the ineptitude of the Humans involved». (“Where the Robots Grow” demostra que una pel·lícula completament generada per IA encara pot ser obstaculitzada per la ineptitud dels humans involucrats). La manca d’una “veu creativa” coherent posa en relleu que la tecnologia encara s'està desenvolupant i requereix suport professional per assolir un nivell de qualitat cinematogràfica més elevat.
També assenyalen que la història és “molt bàsica”, tot i que les personalitats dels personatges sembla estar ben desenvolupada per mantenir l'interès de l'espectador en el film. L'aspecte visual es considera atractiu però poc divers, i critiquen negativament la música, que acaba resultant  “intolerable”
Per altra banda, també hi ha unes poques crítiques positives que assenyalen la innovació de la pel·lícula i expressen admiració per la incorporació de la intel·ligència artificial en la indústria cinematogràfica, quedant-se expectants de futures produccions que segueixin aquesta línia per veure que més ens pot oferir la nova metodologia.
| Letterboxd | 1,5/10 |
| IMDb       | 2,9/10 |